# Matrice extracellulaire
 (juin 2020).

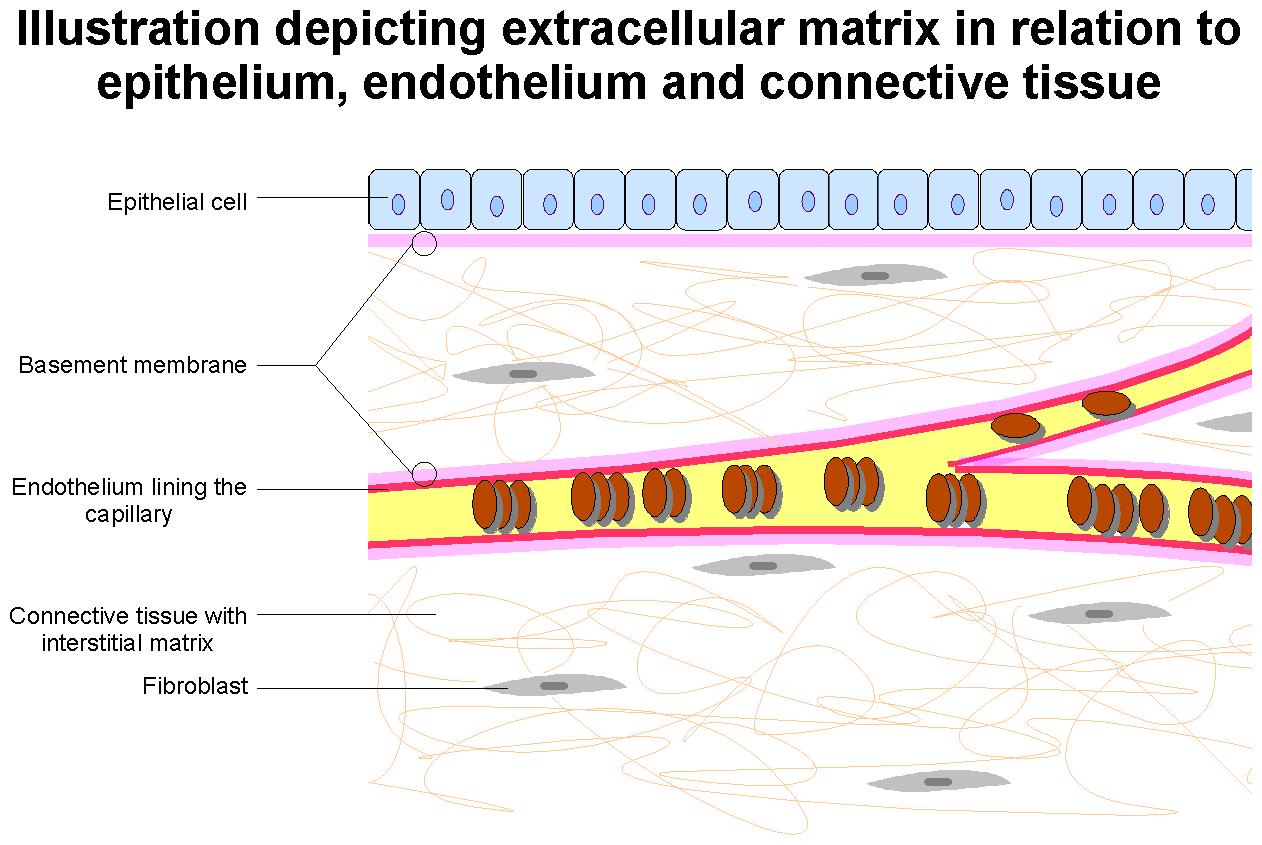

La matrice extracellulaire est, dans des organismes vivants, un réseau tridimensionnel de macromolécules extracellulaires qui constitue la charpente des tissus. Ce réseau est présent dans tous les tissus animaux et est un support pour l'adhésion cellulaire. La matrice est constituée en grande partie de glycoprotéines et de protéines, ainsi que de glycosaminoglycanes chez les animaux et de cellulose et de pectines chez les végétaux. Appelé parfois ciment intercellulaire, la matrice extracellulaire n'est pas une simple colle entre les cellules mais contrôle des fonctions cellulaires comme la prolifération, la survie, la migration et la différenciation.

## Matrice extracellulaire chez les animaux

### Constituants
La matrice extracellulaire est un assemblage de macromolécules de nature protéique et glucidique qui sont regroupées en quatre catégories :
- les glycoprotéines structurales
- les collagènes
- les protéoglycanes et les glycosaminoglycanes
- les fibres élastiques

#### Glycoprotéines structurales
Les glycoprotéines sont des protéines glycosylées par de courts oligosaccharides (contrairement aux protéoglycanes, qui sont glycosylés par des glycosaminoglycanes). Certaines de ces protéines sont ubiquitaires, comme la fibronectine, tandis que d'autres ont des localisations plus spécifiques, comme les laminines des membranes basales. Les glycoprotéines se fixent sur des intégrines, ou encore des récepteurs à site RGD (R : Arginine, G : Glycine, D : Acide Aspartique).

#### Collagènes
La fibre protéique la plus importante de la matrice extracellulaire est le collagène. Il est composé de trois chaînes polypeptidiques, qui peuvent être identiques (homotrimères) ou différentes (hétérotrimères) enroulées en hélice. Ainsi, il existe 27 types de collagènes répartis en trois familles :
- Collagène fibrillaire
- Collagène en feuillet
- Collagène de liaison

#### Protéoglycanes et glycosaminoglycanes
Un protéoglycane est une molécule constituée d'un noyau protéique à laquelle est greffée des glycosaminoglycanes. Les protéoglycanes jouent à la fois des rôles structurel et fonctionnels, car ils sont responsables de la résistance mécanique à la compression et de l'hydratation des tissus, mais servent également à piéger des facteurs de croissance.
Les glycosaminoglycanes sont des molécules qui possèdent des groupes sulfatés et carboxylates, leur conférant ainsi une charge négative. En raison de cette charge, ils sont capables de lier de nombreuses molécules d'eau. Cette propriété d'hydratation est essentielle pour les tissus qui subissent de fortes variations de pression, tels que les cartilages et les vaisseaux sanguins. Les glycosaminoglycanes représentent en effet environ 24% du poids sec des cartilages.
Les protéoglycanes de la matrice extracellulaire sont composés de peu de glycosaminoglycanes non sulfatés, comme l'acide hyaluronique, et de beaucoup de glycosaminoglycanes sulfatés, tels que :
- l'héparane sulfate
- le kératane sulfate
- le dermatane sulfate
- le chondroïtine sulfate

Les glycosaminoglycanes et protéoglycanes forment un gel hydraté baignant les cellules.

#### Fibres élastiques
Les fibres élastiques sont la deuxième catégorie de fibres protéiques la plus importante de la matrice extracellulaire. Elles sont composées d'un noyau d'élastine (90%) associé à des glycoprotéines de structure (10%) telles que les fibrillines et les MAGP (microfibril-associated glycoproteins). Leur synthèse décroît au fur et à mesure de l'âge et les organes riches en fibres élastiques sont :
- les artères et veines
- le parenchyme pulmonaire
- la peau
- le cartilage élastique
- le ligament suspenseur du cristallin

#### Facteurs de croissance
La matrice extracellulaire génère des signaux de survie, de prolifération ou bien encore de développement cellulaires via des facteurs, qui sont ubiquitaires, tels que : 
- FGF
- IGF
- TGF-beta (en)

## Origine des molécules de la matrice extracellulaire
Les macromolécules présentes dans la matrice extracellulaire sont synthétisées et sécrétées par les cellules en contact avec celle-ci. Ce sont des cellules spécialisées (chondrocytes, ostéoblastes, fibroblastes, etc...) dans la synthèse de ses différents constituants 

### Modèle structural
Le modèle actuel présente une structure particulière : un maillage de fibres de collagènes retenu par des filaments d'élastine. Sur ce maillage de collagène fibrillaire sont fixées des glycoprotéines d'adhérence (fibronectine en particulier) et du collagène globulaire. Entre les fibres de collagène, des glycosaminoglycanes qui permettent la création d'un gel hydrophile.

### Fonctions de la matrice extracellulaire
Les constituants de la matrice extracellulaire ont de nombreux domaines de liaison avec les cellules, facilitant l'adhésion de celles-ci et leur organisation en tissus. La matrice extracellulaire joue un rôle dans le soutien structural, l'adhérence, le mouvement et la régulation de la cellule.
Les intégrines, des protéines transmembranaires sous forme de dimères assurent la communication entre le milieu extracellulaire (matrice) et le milieu intracellulaire via un complexe protéique accroché aux microfilaments d'actine (cytosquelette). La fixation de ces intégrines à leur ligand dans la matrice extracellulaire aboutit à l'activation de nombreuses cascades de signalisation dans la cellule aboutissant à sa différenciation, sa prolifération et/ou sa survie (voies Akt et MAPK) et éventuellement sa migration.
Si on empêche l'interaction intégrine/fibronectine, la gastrulation des organismes est très perturbée car c'est une étape du développement où les migrations sont importantes.

### Matrices extracellulaires spécialisées
- Matrice cartilagineuse à forte concentration en protéoglycanes et en collagène de type II.
- Matrice osseuse contenant essentiellement du collagène de type I et des sels minéraux : phosphate de calcium et hydroxyapatite.
- Lame basale à la base des épithéliums et autour des cellules musculaires striées squelettiques. Elle contient du collagène de type IV qui forme un réseau. L'ancrage des cellules épithéliales à la lame basale est assuré par des hémidesmosomes.

## Matrice extracellulaire chez les végétaux
Elle est composée majoritairement de longues fibres glucidiques de cellulose reliées entre elles par d'autres glucides
.
Les principales matrices extracellulaires chez les végétaux sont la paroi pectocellulosique et la cuticule.